# Elaphoglossum arachnoideum
Elaphoglossum arachnoideum är en träjonväxtart som beskrevs av Holtt. Elaphoglossum arachnoideum ingår i släktet Elaphoglossum och familjen Dryopteridaceae. Inga underarter finns listade.